# К'юзаніко
К'юзаніко (італ. Chiusanico, ліг. Ciusanego) — муніципалітет в Італії, у регіоні Лігурія,  провінція Імперія.
К'юзаніко розташоване на відстані близько 440 км на північний захід від Рима, 90 км на південний захід від Генуї, 10 км на північ від Імперії.
Населення — 609 осіб (2014).
Щорічний фестиваль відбувається 26 грудня. Покровитель — святий Степан.

## Демографія
Населення за роками:

Станом на 1 січня 2023 року в муніципалітеті офіційно проживало 88 іноземців з 17 країн, серед них 25 громадян країн Євросоюзу.

## Сусідні муніципалітети
- Боргомаро
- Каравоніка
- Чезіо
- Кьюзавеккія
- Діано-Арентіно
- Лучинаско
- Понтедассіо
- Стелланелло
- Тестіко